# Limoniscus violaceus
Limoniscus violaceus е вид насекомо от семейство Elateridae. Видът е застрашен от изчезване.

## Разпространение
Разпространен е в Австрия, Великобритания, Германия, Естония, Испания, Румъния, Словакия, Унгария, Франция и Чехия.
Регионално е изчезнал в Дания и Полша.